# Attorp
Attorp é uma pequena aldeia sueca da província histórica da Västergötland. Tem cerca de 20 habitantes, e pertence à comuna de Herrljunga. Uma lenda local aponta a existência de um tesouro escondido algures na proximidade de Attorp, assim como uma antiga cidade perdida, chamada Visemburgo, igualmente ainda não achada.